# Stanislas de Castellane
Stanislas de Castellane, né le 15 octobre 1875 à Juigné-sur-Sarthe (Sarthe) et mort le 4 juillet 1959 à Paris, est un homme politique français, parlementaire du Cantal à plusieurs reprises entre 1902 et 1940.

## Biographie

### Jeunesse et études
Stanislas de Castellane est issu d'une vieille lignée provençale, la maison de Castellane. Il est le frère cadet de Boni de Castellane, également député. Il est diplômé de l'École libre des sciences politiques.

### Parcours professionnel
Stanislas de Castellane est élu député du Cantal en 1902, malgré des accusations de corruption collective (organisation de banquets et distributions de pain, de farine et de béret) et individuelle (distribution d'argent aux électeurs de Saint-Saturnin, de Lavigerie...) de la part de son adversaire vaincu Gabriel Peschaud. Il est élu maire de Marcenat en 1905 (jusqu'en mars 1940). Il s'occupe alors activement de la promotion du principe de la coopération agricole, particulièrement dans le cas des activités laitières. Alors affilié à la Fédération républicaine, il perd son siège lors du renouvellement de 1906.
Il retrouve son siège en 1919 en se présentant sur la liste d'Union nationale républicaine et rejoint l'un des groupes affiliés à l'Alliance démocratique, la Gauche républicaine démocratique.
Battu en 1924 par les candidats du Cartel des gauches, il retrouve son mandat en 1928 et le conserve jusqu'en 1936. Il est alors membre des Républicains de gauche, le grand groupe du centre droit.
La victoire du Front populaire en 1936 le prive à nouveau de son siège de député mais il entre au Sénat en 1938 et siège au sein du groupe de l'Union démocratique et radicale, proche de la nébuleuse des Radicaux indépendants.
Le 10 juillet 1940, il vote en faveur de la remise des pleins pouvoirs au Maréchal Pétain. À la Libération, il est déclaré inéligible et ne retrouve pas de nouveau mandat parlementaire.
Il épouse Natalia Terry y Sanchez (1877-1962), la sœur d'Emilio Terry, en 1901, qui lui donne deux fils : Henri (1903-1937) et François (1908-1988).
Il meurt à son domicile, 1 place du Palais Bourbon dans le 7e arrondissement de Paris le 4 juillet 1959.

## Sources
- « Stanislas de Castellane », dans le Dictionnaire des parlementaires français (1889-1940), sous la direction de Jean Jolly, PUF, 1960 [détail de l’édition]